# Otov (Hazlov)
Otov (německy Ottengrün) je zaniklá vesnice na území obce Hazlov v okrese Cheb v Karlovarském kraji. Otov se nacházel asi dva kilometry severovýchodně od Hazlova.
Otov (Otov u Hazlova) je také název katastrálního území o rozloze 1,62 km².

## Historie
První písemná zmínka o vesnici pochází z roku 1224, kdy bylo místo zmíněno v listině Hozlauerů z Hazlova. Starosta Chebu, ašský soudce Kaspar Brusche, získal vesnici v letech 1659 až 1670 za 1200 zlatých. Od roku 1869 do roku 1930 patřil Otov k vesnici Výhledy a poté k Hazlovu v okrese Cheb. Po druhé světové válce postihl vesnici odsun německého obyvatelstva a po válce již nedošlo k jejímu dosídlení. Po vesnici se dochovaly jen pozůstatky základů domů ze suťových kamenů a jeden dům č. ev. 1, rekreační objekt spadající pod Hazlov.

## Geomorfologie a geologie
Oblast spadá do geomorfologického celku Smrčiny. V okolí Otova byl významný lom s kvalitní žulou. Část obyvatel pracovala v místním lomu, odkud se těžený materiál dodával do Chebu, například na stavbu železničního mostu z Chebu do Aše.

## Obyvatelstvo
Při sčítání lidu v roce 1921 zde žilo 63 obyvatel. Z nich bylo 56 Němců a sedm cizozemců. K římskokatolické církvi se hlásilo 55 obyvatel, k evangelické osm obyvatel.
| Rok            | 1869 | 1880 | 1890 | 1900 | 1910 | 1921 | 1930 | 1950 | 1961 | 1970 | 1980 | 1991 | 2001 | 2011 |
| -------------- | ---- | ---- | ---- | ---- | ---- | ---- | ---- | ---- | ---- | ---- | ---- | ---- | ---- | ---- |
| Počet obyvatel | 82   | 73   | 87   | 78   | 79   | 63   | 55   | 6    | –    | –    | –    | –    | 2    | 1    |
| Počet domů     | 11   | 12   | 12   | 13   | 14   | 14   | 14   | –    | –    | –    | –    | –    | 2    | 2    |